# Финголфин
Финголфин (англ. Fingolfin) — в легендариуме Дж. Р. Р. Толкина старший сын Финвэ и Индис, после гибели Феанора — верховный король нолдор Средиземья. Младший брат Феанора (только по отцу) и Финдис, старший — Финарфина и Иримэ.

## Имя
На квенья отцовское имя Финголфина звучало как Нолофинвэ (Nolofinwë), то есть буквально: «мудрый <сын> Финвэ». Оно не было переведено на синдарин, но было изменено путём придания синдаринского звучания и последующего объединения имён «Финвэ Нолофинвэ» (Финголфин приставил к своему имени имя отца, ещё до того, как воинство нолдор дошло до Арамана). Квэнийский элемент «Ñolo» лишь перевели в его синдаринский эквивалент «gol». «Finwё» просто урезали до «fin» в обоих местах; таким образом, получилось имя, очень похожее по стилю на синдаринское, но не имеющее никакого смысла на этом языке. Эту странную процедуру не повторяли с другими именами.
Материнским именем Финголфина было «Аракано» (Arakano), что переводилось с квенья как «Высокий Командир» — так обычно называли младшего вождя, особенно действующего как заместитель старшего по рангу. На синдарине оно звучало как «Аргон» (этим именем Финголфин назвал своего третьего сына).

## Дом Финголфина
|            |            |            |            |            |            |  |  | Финвэ     | Финвэ     | Финвэ     | Финвэ     | Финвэ     | Финвэ     |        |        | Индис     | Индис     | Индис     | Индис     | Индис     | Индис     |      |      |         |         |         |         |         |         |         |         |         |         |     |     |     |     |  |  |       |       |       |       |       |       |  |  |
|            |            |            |            |            |            |  |  | Финвэ     | Финвэ     | Финвэ     | Финвэ     | Финвэ     | Финвэ     |        |        | Индис     | Индис     | Индис     | Индис     | Индис     | Индис     |      |      |         |         |         |         |         |         |         |         |         |         |     |     |     |     |  |  |       |       |       |       |       |       |  |  |
|            |            |            |            |            |            |  |  |           |           |           |           |           |           |        |        |           |           |           |           |           |           |      |      |         |         |         |         |         |         |         |         |         |         |     |     |     |     |  |  |       |       |       |       |       |       |  |  |
|            |            |            |            |            |            |  |  |           |           |           |           |           |           |        |        |           |           |           |           |           |           |      |      |         |         |         |         |         |         |         |         |         |         |     |     |     |     |  |  |       |       |       |       |       |       |  |  |
| Анайрэ     | Анайрэ     | Анайрэ     | Анайрэ     | Анайрэ     | Анайрэ     |  |  | Финголфин | Финголфин | Финголфин | Финголфин | Финголфин | Финголфин |        |        | Финарфин  | Финарфин  | Финарфин  | Финарфин  | Финарфин  | Финарфин  |      |      |         |         |         |         |         |         |         |         |         |         |     |     |     |     |  |  |       |       |       |       |       |       |  |  |
| Анайрэ     | Анайрэ     | Анайрэ     | Анайрэ     | Анайрэ     | Анайрэ     |  |  | Финголфин | Финголфин | Финголфин | Финголфин | Финголфин | Финголфин |        |        | Финарфин  | Финарфин  | Финарфин  | Финарфин  | Финарфин  | Финарфин  |      |      |         |         |         |         |         |         |         |         |         |         |     |     |     |     |  |  |       |       |       |       |       |       |  |  |
|            |            |            |            |            |            |  |  |           |           |           |           |           |           |        |        |           |           |           |           |           |           |      |      |         |         |         |         |         |         |         |         |         |         |     |     |     |     |  |  |       |       |       |       |       |       |  |  |
|            |            |            |            |            |            |  |  |           |           |           |           |           |           |        |        |           |           |           |           |           |           |      |      |         |         |         |         |         |         |         |         |         |         |     |     |     |     |  |  |       |       |       |       |       |       |  |  |
| Фингон     | Фингон     | Фингон     | Фингон     | Фингон     | Фингон     |  |  | Тургон    | Тургон    | Тургон    | Тургон    | Тургон    | Тургон    |        |        | Эленвэ    | Эленвэ    | Эленвэ    | Эленвэ    | Эленвэ    | Эленвэ    |      |      | Арэдель | Арэдель | Арэдель | Арэдель | Арэдель | Арэдель |         |         | Эол     | Эол     | Эол | Эол | Эол | Эол |  |  | Аргон | Аргон | Аргон | Аргон | Аргон | Аргон |  |  |
| Фингон     | Фингон     | Фингон     | Фингон     | Фингон     | Фингон     |  |  | Тургон    | Тургон    | Тургон    | Тургон    | Тургон    | Тургон    |        |        | Эленвэ    | Эленвэ    | Эленвэ    | Эленвэ    | Эленвэ    | Эленвэ    |      |      | Арэдель | Арэдель | Арэдель | Арэдель | Арэдель | Арэдель |         |         | Эол     | Эол     | Эол | Эол | Эол | Эол |  |  | Аргон | Аргон | Аргон | Аргон | Аргон | Аргон |  |  |
|            |            |            |            |            |            |  |  |           |           |           |           |           |           |        |        |           |           |           |           |           |           |      |      |         |         |         |         |         |         |         |         |         |         |     |     |     |     |  |  |       |       |       |       |       |       |  |  |
| Гиль-галад | Гиль-галад | Гиль-галад | Гиль-галад | Гиль-галад | Гиль-галад |  |  |           |           |           |           | Идриль    | Идриль    | Идриль | Идриль | Идриль    | Идриль    |           |           | Туор      | Туор      | Туор | Туор | Туор    | Туор    |         |         | Маэглин | Маэглин | Маэглин | Маэглин | Маэглин | Маэглин |     |     |     |     |  |  |       |       |       |       |       |       |  |  |
| Гиль-галад | Гиль-галад | Гиль-галад | Гиль-галад | Гиль-галад | Гиль-галад |  |  |           |           |           |           | Идриль    | Идриль    | Идриль | Идриль | Идриль    | Идриль    |           |           | Туор      | Туор      | Туор | Туор | Туор    | Туор    |         |         | Маэглин | Маэглин | Маэглин | Маэглин | Маэглин | Маэглин |     |     |     |     |  |  |       |       |       |       |       |       |  |  |
|            |            |            |            |            |            |  |  |           |           |           |           |           |           |        |        |           |           |           |           |           |           |      |      |         |         |         |         |         |         |         |         |         |         |     |     |     |     |  |  |       |       |       |       |       |       |  |  |
|            |            |            |            |            |            |  |  |           |           |           |           |           |           |        |        | Эарендиль | Эарендиль | Эарендиль | Эарендиль | Эарендиль | Эарендиль |      |      | Эльвинг | Эльвинг | Эльвинг | Эльвинг | Эльвинг | Эльвинг |         |         |         |         |     |     |     |     |  |  |       |       |       |       |       |       |  |  |
|            |            |            |            |            |            |  |  |           |           |           |           |           |           |        |        | Эарендиль | Эарендиль | Эарендиль | Эарендиль | Эарендиль | Эарендиль |      |      | Эльвинг | Эльвинг | Эльвинг | Эльвинг | Эльвинг | Эльвинг |         |         |         |         |     |     |     |     |  |  |       |       |       |       |       |       |  |  |
|            |            |            |            |            |            |  |  |           |           |           |           |           |           |        |        |           |           |           |           |           |           |      |      |         |         |         |         |         |         |         |         |         |         |     |     |     |     |  |  |       |       |       |       |       |       |  |  |
|            |            |            |            |            |            |  |  |           |           |           |           |           |           |        |        |           |           |           |           |           |           |      |      |         |         |         |         |         |         |         |         |         |         |     |     |     |     |  |  |       |       |       |       |       |       |  |  |
|            |            |            |            |            |            |  |  |           |           |           |           |           |           |        |        | Эльронд   | Эльронд   | Эльронд   | Эльронд   | Эльронд   | Эльронд   |      |      | Эльрос  | Эльрос  | Эльрос  | Эльрос  | Эльрос  | Эльрос  |         |         |         |         |     |     |     |     |  |  |       |       |       |       |       |       |  |  |

- Гиль-галад иногда описывается в различных источниках либо как сын Фингона, либо как сын Ородрета из Дома Финарфина.

## Жизнеописание
Финголфин родился в Тирионе (Эльдамар) в 1190 году Древ Первой эпохи. Лицом и телом он походил на отца — Финвэ (был белокож и тёмноволос). Финголфин также был сильным, стойким, доблестным, мудрым, высокомерным и своевольным.
Финголфин был женат на Анайрэ (из нолдор), у них было трое сыновей:
- Фингон
- Тургон
- Аракано (не упоминается в опубликованной версии «Сильмариллиона»)

и дочь:
- Аредэль.

Когда Мелькор, выпущенный из заточения в Чертогах Мандоса, начал разжигать вражду между нолдор и Валар, а также между наследниками Финвэ, до Финголфина дошли слухи, будто бы Феанор желает изгнать из Тириона сынов Индис, а Финвэ безвольно ему потакает. До Феанора же дошло обратное — будто бы Финголфин с сыновьями желает захватить власть, принадлежащую Финвэ и его законному наследнику, Феанору, притом захватить с позволения Валар, алчущих Сильмариллов Феанора. Так между Финголфином и Феанором разгорелась вражда. Мелькор, увидев, что его ложь подействовала, заговорил с нолдор и Финголфином в особенности об оружии и доспехах, которыми можно было бы себя защитить. Тогда нолдор вооружились тем оружием, которое у них было ещё с Великого Похода; они стали ковать доспехи и открыто носить щиты с гербами своих Домов. Также в Доме Финголфина говорили на квенья с произношением через «s», что делалось назло Дому Феанора, где произносили «þ» («th»).
Обеспокоенный смутой среди нолдор, Финвэ решил собрать совет в Тирионе, но Финголфин пришёл к отцу до начала совета и попросил отца усмирить гордыню старшего брата и заставить его подчиняться воле короля и отца, то есть Финвэ. Феанор, вошедший в этот момент в зал, услышал слова Финголфина и, придя в бешенство, обнажил свой меч и угрожал ему смертью.
Когда Валар узнали, что Феанор поднял меч на своего брата, гнев и смятение охватили их, и они призвали Феанора для разбирательства в Круг Судьбы. Тогда и было разоблачено коварство Мелькора, но и Феанора, нарушившего мир Валинора и поднявшего меч на родича, не оправдали — его отправили в изгнание на двенадцать лет. Мелькор же скрылся от гнева Валар. Вместе с Феанором на север Валинора удалились его сыновья, нолдор Дома Феанора и отец — Верховный король нолдор Финвэ, движимый любовью к сыну. Таким образом лживое предсказание Мелькора сбылось: Финвэ и Феанор были лишены власти, а в Тирионе стал править Финголфин (до возвращения законного монарха).
Несколькими годами позже Манвэ, намереваясь исправить зло, посеянное среди нолдор, и уладить ссоры, что разделяли эльфийских правителей, устроил на Таникветиле великое празднество, на которое пригласил всех жителей Валинора. Пришёл сюда и Феанор, повинуясь повелению Манвэ. На празднике Феанор примирился с братом, а Финголфин заявил, что прощает Феанора и освобождает его, и объявил, что отныне старшему брату предстоит вести, а ему, Финголфину, — следовать за ним. В этот самый час, однако, Мелькор, пробравшийся в Валинор вместе с гигантской паучихой Унголиант, напал на Два Древа и поразил их своим чёрным копьём, и тьма пала на Валинор.

## Участие Финголфина в Исходе нолдор
Когда стало известно, что Мелькор под покровом мрака убил Финвэ и похитил Сильмариллы, после чего бежал из Валинора, Феанор собрал в Тирионе всех нолдор и призвал их скинуть оковы рабства и уйти вместе с ним в Средиземье, чтобы отомстить Морготу за Финвэ и отвоевать Сильмариллы, в Свете которых нолдор смогли бы вновь познать счастье в свободных и бескрайних землях Средиземья. После этого Феанор именем самого Эру Илуватара поклялся преследовать своей местью и ненавистью до самых пределов Мира любого — будь то Вала, демон, эльф или не родившийся ещё смертный, — кто дерзнёт посягнуть на Сильмариллы или станет утверждать своё право на них; и призвал Феанор Эру обречь его на Вечную Тьму за неисполнение этого обета. Сыновья Феанора тут же встали рядом с отцом, обнажили мечи и повторили его клятву.
Устрашившись этой кощунственной клятвы, Финголфин и его сын Тургон выступили против Феанора, и их яростный спор мог перейти в поединок, если бы не вмешался Финарфин, который попытался успокоить собравшихся и призвал их помедлить и задуматься прежде, чем свершится непоправимое. Финрод поддержал Тургона, зато Галадриэль и Фингона, сына Финголфина, речи Феанора вдохновили, ибо они тоже жаждали увидеть бескрайние, никем не охраняемые земли Средиземья.
И так Феанору удалось зажечь сердца большинства нолдор, и они приступили к подготовке похода. Однако многим нолдор из числа жителей Тириона полюбился Финголфин (правивший пять лет в Тирионе) и его сыновья. Они отказались признать своим королём Феанора, если Финголфин пойдёт с ними. Финголфин же возгордился, и вопреки тому, что подсказывало ему мудрое сердце, не желал отдавать власть над всеми нолдор старшему брату. Таким образом, войско из его подданных было наиболее многочисленным. К нему также присоединился Финарфин со своим Домом.
Бунтовщики фактически двигались двумя отрядами. Первым, быстро и не оглядываясь назад, шло войско Первого Дома во главе с самим Феанором. Второе же войско, возглавляемое Финголфином и состоявшее из нолдор Второго и Третьего Домов, шло медленно и неохотно, часто оглядываясь.
Финголфин, возможно, не участвовал в братоубийственной Резне в Альквалондэ, когда нолдор захватили корабли мореходов-тэлери, хотя это до конца не ясно (он мог участвовать в сражении вместе со своими сыновьями Фингоном и Ангродом).
Когда изгнанники наконец достигли северных пределов Хранимого Королевства, на них обрушилось Пророчество Мандоса:

«Слёзы бессчётные прольёте вы; и Валар оградят от вас Валинор, и исторгнут вас, дабы даже эхо ваших рыданий не перешло гор. Гнев Валар лежит на Доме Феанора, и он ляжет на всякого, кто последует за ним, и настигнет их, на западе ли, на востоке ли. Клятва станет вести их — и предавать, и извратит самоё сокровище, добыть которое они поклялись. Всё, начатое ими во имя добра, завершится лихом; и произойдёт то от предательства брата братом и от боязни предательства. Обездоленными станут они навек. Несправедливо пролили вы кровь своих братьев и запятнали землю Амана. За кровь вы заплатите кровью и будете жить вне Амана под завесой Смерти. Ибо, хотя промыслом Эру вам не суждено умирать в Эа, и никакой болезни не одолеть вас, вы можете быть сражены и сражены будете — оружием, муками и скорбью; и ваши бесприютные души придут тогда в Мандос. Долго вам пребывать там, и тосковать по телам, и не найти сочувствия, хотя бы все, кого вы погубили, просили за вас. Те же, кто останется в Средиземье и не придёт к Мандосу, устанут от мира как от тяжкого бремени, истомятся и станут тенями печали для юного народа, что придёт позже. Таково Слово Валар».
После этого Финарфин и многие нолдор из его Дома вернулись в Валинор; однако из нолдор Первого и Второго Домов, которых вёл своей волей Феанор, назад не повернул никто. В числе оставшихся с Финголфином были и дети Финарфина — сыновья Финрод, Ородрет, Ангрод и Аэгнор, а также единственная дочь Галадриэль.
Тем временем изгнанники подошли к проливу, далеко на севере разделявшему земли Амана и Средиземья. Холодные воды пролива покрывали огромные ледяные глыбы, над водой висел густой туман, и мгла дышала смертным холодом.
Феанору пришлось остановить отряд, испытывавший жестокие страдания. Среди эльфов раздавался ропот, слышались проклятья Феанору, которого винили в бедах, постигших эльдар. Поскольку во время похода многие суда затонули, оставшихся не хватало, чтобы за один раз переправить всё войско изгнанников. Тогда Феанор бросил Финголфина и его народ в Арамане и ушёл на кораблях со своим народом. Высадившись в Средиземье, Феанор отказался вернуться за оставшимися на том берегу, обвинив их в том, что те, не желая идти вперёд, задерживали остальных, да ещё и проклинали его. Феанор сжёг корабли, полагая, что оставленные на том берегу нолдор повернут назад в Валинор.
Таким образом, нолдор Домов Финголфина и Финарфина были вынуждены либо с позором возвращаться в Валинор, на суд Валар, либо добираться до Средиземья единственным оставшимся путём — через покрытый вечными льдами пролив Хэлкараксэ. Движимые гордостью и страхом перед судом Валар, они двинулись через льды.
Несмотря на неисчислимые страдания и лишения, войско, выказав великую доблесть и стойкость, с первым восходом Луны вступило во Внешние Земли. Когда же впервые взошло Солнце, Финголфин повелел развернуть знамёна и трубить в серебряные трубы. Прислужники Моргота, устрашившись новых светил, попрятались под землю, и войско Финголфина беспрепятственно подошло к вратам Ангбанда. Затем Финголфин, однако, повернул к озеру Митрим, где уже стояли лагерем сыновья Феанора, чтобы отдохнуть от похода и встать под защиту утёсов Эред Ветрина.
Даже после гибельного перехода народы Финголфина и Финрода, сына Финарфина, оставались многочисленнее пришедших с Феанором. Они заняли лагерь на северном берегу, а сыновья Феанора перенесли свой на южный берег. Многие в народе Феанора стыдились предательства, невольными соучастниками которого они оказались.

## Правление и войны в Белерианде

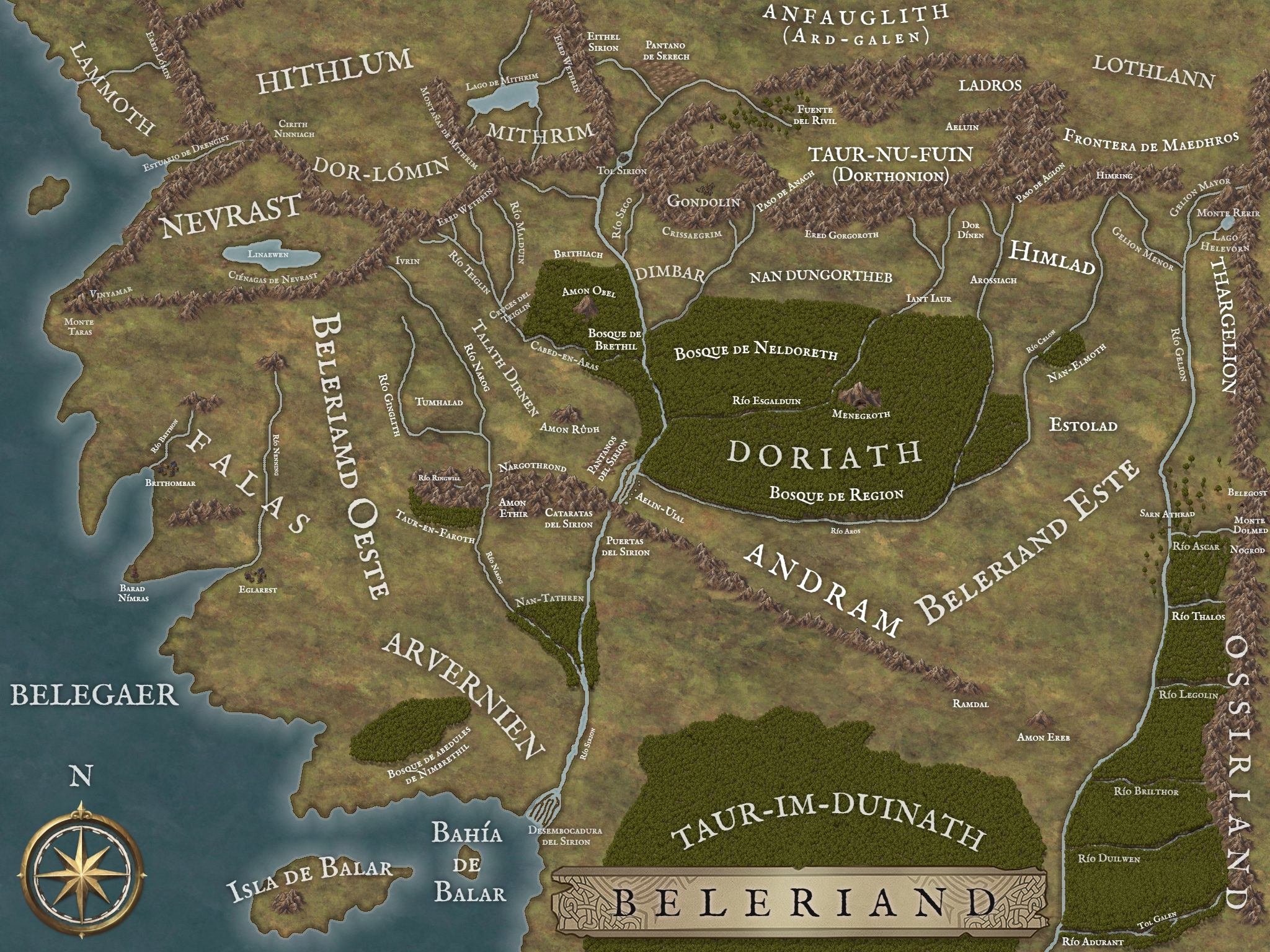
Карта Белерианда

После того, как Фингон спас Маэдроса, тот, желая примирить враждующих нолдор, передал Финголфину верховную власть над нолдор, доставшуюся ему как наследнику Феанора, и просил у него прощения за предательство в Арамане. Это помогло уладить вражду меж нолдор, единый народ нолдор установил неусыпный надзор за рубежами Дор Даэделота, и Ангбанд оказался осаждён с запада, юга и востока. Это перемирие, однако, продлилось лишь несколько дней, и в связи с обострившейся неприязнью между Домами эльфов Маэдрос увёл Дом Феанора на восток. Однако сам Маэдрос продолжал поддерживать дружеские отношения с Домами Финголфина и Финарфина.
После расселения нолдор по Белерианду Финголфин жил в Хитлуме вместе со своим сыном Фингоном. Они построили Барад Эйтель на востоке Эред Ветрина у истоков реки Сирион. Это была главная твердыня Верховного Короля нолдор, откуда он и его сын наблюдали за Ард Галеном.
В 56 году Первой Эпохи Солнца Моргот направил против эльфов Белерианда войско орков, но Финголфин и Маэдрос не утратили бдительности и разбили противника. Они с двух сторон обрушились на главное вражеское войско, напавшее на Дортонион, и уничтожили всех воинов Моргота на равнине Ард Гален. Эту битву назвали Дагор Аглареб. После разгрома полчищ орков началась Осада Ангбанда, и Финголфин гордо говорил, что если не случится предательства, то Моргот не сможет ни прорвать осаду, ни застать эльфов врасплох.

## Поединок с Морготом и гибель Финголфина

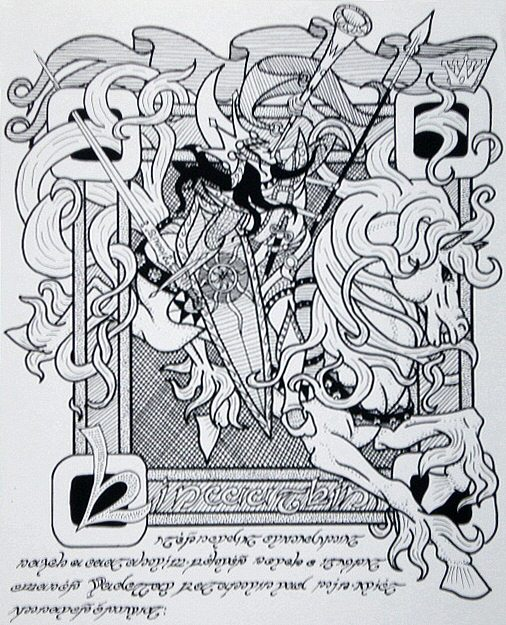
Выезд Финголфина на поединок с Морготом.

По прошествии четырёх веков с начала осады Ангбанда Финголфин предложил штурмовать цитадель, но никто не поддержал его, кроме Ангрода и Аэгнора. Внезапный контрудар Моргота в битве Дагор Браголлах разорвал и без того незамкнутое до конца кольцо блокады вокруг Ангбанда, в результате чего великое множество людей и эльфов было уничтожено в первые же дни войны. Финголфин и Фингон с армиями Хитлума были отброшены с великими потерями к Эред Ветрину, но благодаря доблести людей и эльфов Хитлум остался непокорённым. Однако Дортонион и владения сыновей Феанора пали, а сами они бежали прочь из них.
Когда Финголфин осознал это, то решил, что наступило окончательное поражение эльфов и людей в войне с Морготом. Охваченный гневом и отчаянием, в одиночку, верхом на своём коне Рохаллоре, вооружившись мечом Рингилом, он подобно молнии пересёк выжженные земли Ард-Галена, направляясь прямиком в Ангбанд. Враги в ужасе бежали перед ним, страшась его гнева и принимая его самого за Вала Оромэ, покровителя охотников.
Беспрепятственно достигнув врат цитадели Моргота, Финголфин протрубил перед ними в рог, и единственный раз в истории Арды Тёмный Властелин был вызван на поединок, ибо Финголфин во всеуслышание назвал его трусом и повелителем рабов. Единственный из Валар познавший, что такое страх, Моргот не отважился бы выйти; так как, понимая своё положение, боялся лишиться тела. Но поскольку насмешки Финголфина слышали его командиры, он выступил на бой перед вратами Ангбанда.
Финголфин, располагая преимуществом в ловкости и быстроте, уворачивался от ударов Гронда, нанеся Врагу семь тяжёлых и болезненных ран, ибо Моргот расточил свои врождённые (магические) силы Айну, желая управлять слугами и приспешниками, пал до столь жалкого состояния, что был связан своим телом, но даже и им не мог более управлять — после боя с Финголфином раны Моргота так никогда и не исцелились. Однако Моргот всё же был сильнее Финголфина даже физически, а доблестный Король утомился, потому Моргот сокрушил его Грондом и раздавил шею ногой, но в предсмертной агонии Финголфин пронзил ногу Моргота Рингилем, нанеся ему последнюю рану, от которой Моргот стал хромым.
После поединка Моргот в ярости сломал тело Финголфина и хотел бросить его на съедение волкам, но Торондор, повелитель Орлов Манвэ, спас тело Финголфина от осквернения и перенёс его в Гондолин, где младший сын Финголфина Тургон похоронил его.
Внуками Финголфина были:
- сын Фингона, Гил-Галад — последний Верховный Король нолдор;
- Маэглин, сын Аредели — добровольно перешедший на сторону Моргота и предавший Гондолин.

## Образ Финголфина в культуре и искусстве
- Композиция Time Stands Still (At the Iron Hill) немецкой группы Blind Guardian, исполняющей музыку в стиле пауэр-метал, посвящена истории поединка между Морготом и Финголфином.
- Одна из песен ФС ПROJEKT, что так и называется «Финголфин», также повествует о поединке Моргота и Финголфина.
- В песне «Слово оруженосца» Иллет поётся о Финголфине от лица его оруженосца. Известна также под названием «Ты славить его не проси меня…» в исполнении дуэта «Айре и Саруман», а также спета белорусским автором-исполнителем песен в жанре бард-фолк Дмитрием Тюряевым (известным под псевдонимом Сауроныч) как кавер под названием «Баллада о Финголфине».